# Aux frais de la princesse (film, 1935)
Pour le film de Roland Quignon, voir Aux frais de la princesse (film).
Pour les articles homonymes, voir The Daring Young Man.
Pour plus de détails, voir Fiche technique et Distribution.
Aux frais de la princesse (titre original : The Daring Young Man) est un film américain réalisé par William A. Seiter et sorti en 1935.

## Synopsis
Le journaliste Don "Mac" McLane, un misogyne convaincu, a l'habitude d'avertir ses collègues sur les dangers du mariage, quand il rencontre une journaliste rivale Martha "Maddy" Allen. Il l'invite à son appartement, mais il y trouve le Colonel Baggott, un intarissable bavard.

## Fiche technique
- Titre original : The Daring Young Man
- Réalisation : William A. Seiter
- Scénario : Claude Binyon, Sidney Skolsky , Sam Hellman, William Hurlbut, Glenn Tryon
- Producteur : Robert Kane
- Société de production : Fox Film Corporation
- Costumes : René Hubert
- Image : Merritt B. Gerstad
- Pays de production :  États-Unis
- Genre : Comédie
- Durée : 73 minutes
- Date de sortie : 
  - États-Unis : 18 juillet 1935

## Distribution
- James Dunn : Don McLane
- Mae Clarke : Martha Allen
- Neil Hamilton : Gerald Raeburn
- Sidney Toler : Warden Palmer
- Warren Hymer : Pete Hogan
- Stanley Fields : Rafferty
- Madge Bellamy : Sally
- Frank Melton : Jeune journaliste
- Raymond Hatton : Flaherty
- Jack La Rue : Cubby
- Arthur Treacher : Colonel Baggott
- Dorothy Christy : Helen Kay
- Robert Gleckler : Rédacteur en chef Hooley
- William Pawley : Muggs
- Phil Tead : Cripps
- Frank Hagney (non crédité) : Prisonnier